# Chlaenius glaucus
Chlaenius glaucus är en skalbaggsart som beskrevs av Leconte. Chlaenius glaucus ingår i släktet Chlaenius och familjen jordlöpare. Inga underarter finns listade i Catalogue of Life.